# Skippers (singel)
Skippers – singel Young Leosi, bambi, Janusza Walczuka oraz Waimy, który został wydany 21 grudnia 2023 za pomocą wytwórni BE Records za pośrednictwem Universtal Music Polska.
Nagranie otrzymało w Polsce status złotej płyty 5 czerwca 2024.

## Nagrywanie
Utwór został wyprodukowany przez francisa, Deemza, Mjonszu'a oraz Phatraxa. Za mix/mastering utworu odpowiada Enzu. Za realizację utworu odpowiada Mjonszu, francis oraz Phatrax. Tekst do utworu został napisany przez Young Leosię, bambi, Janusza Walczuka i Waimę.

## Twórcy
Opracowane na podstawie opisu oficjalnego teledysku, Genius oraz Spotify.
- Young Leosia – tekst, wokal
- bambi – tekst, wokal
- Janusz Walczuk – tekst, wokal
- Waima – tekst, wokal
- francis – produkcja, realizacja
- Mjonszu – produkcja, realizacja
- Phatrax – produkcja, realizacja
- Deemz – produkcja
- Enzu – mix, mastering

## Certyfikaty i sprzedaż
| Państwo       | Certyfikat  | Sprzedaż | Data przyznania |
| ------------- | ----------- | -------- | --------------- |
| Polska (ZPAV) | złota płyta | 25 000+  | 5 czerwca 2024  |

## Teledysk
Do utworu powstał teledysk, który udostępniono 22 grudnia 2023 za pośrednictwem serwisu YouTube.